# Southwind Passage
Le Southwind Passage est un passage navigable entre les îles Betbeder et les Dickens Rocks à l'extrémité nord des îles Biscoe.